# Bhogavati
Bhogavati (en sanskrit भोगवती, romanisé en  Bhogavatī) est la capitale souterraine des nagas dans les mythologies hindoue et bouddhiste (en). Il est situé dans la région de Nagaloka du Patala.

## Hindouisme
Le Mahabharata propose une description de Bhogavati. Les nagas qui peuplent cette ville ont la taille de montagnes et seraient les descendants de Kashyapa et Surasa (en). On dit qu'ils possèdent plusieurs têtes et prennent une variété de formes. Ils portent des ornements comprenant des pierres précieuses, des svastikas, des cercles, ainsi que des récipients à boire. On dit qu'ils sont féroces et d'une grande prouesse. Vasuki est décrit comme son dirigeant.
Le Ramayana déclare que Bhogavati est prise par le roi rakshasa Ravana pendant son règne.

## Représentations dans la culture
- Lara Croft visite Bhogavati dans les niveaux de la « Côtes Thaïlandaises », dans le jeu vidéo Tomb Raider: Underworld (2008).

## Sources
- A Classical Dictionary of Hindu Mythology & Religion par John Dowson (en) ;
- Indian Serpent Lore Or The Nagas In Hindu Legend And Art par Jean Philippe Vogel (lire en ligne).